# Christine Bøe Jensen
Christine Bøe Jensen (* 3. Juni 1975 in Hammerfest) ist eine ehemalige norwegische Fußballspielerin. Als 17-malige A-Nationalspielerin wurde sie im Jahr 2000 mit ihrer Mannschaft Olympiasiegerin.

## Karriere

### Vereine
Jensen spielte im Seniorinnenbereich 1998 für den in Tromsø in der Provinz Troms ansässigen IF Fløya und kam vom 26. April bis zum 4. Oktober in 17 Punktspielen in der Toppserien, der höchsten Spielklasse im norwegischen Frauenfußball, zum Einsatz. Ihr Pflichtspieldebüt für den Verein krönte sie beim 2:2-Unentschieden im Heimspiel gegen die Frauenfußballmannschaft von Arna-Bjørnar sogleich mit ihrem ersten Tor, dem Treffer zur 2:1-Führung in der 60. Minute.
In den Spielzeiten 1999 und 2000 war sie für den in Bodø ansässigen Ligakonkurrenten Idrettsklubben Grand Bodø aktiv und kam in insgesamt 35 Punktspielen zum Einsatz, in denen sie elf Tore erzielte. Vom 21. April 2001 bis zum 2. November 2003 bestritt sie in drei Spielzeiten 50 Punktspiele für den Kolbotn IL, für den sie 32 Tore erzielte. Im Oktober 2002 schloss sie die Spielzeit mit ihrer Mannschaft als Meister ab; 2003 unterlag sie mit ihrer Mannschaft im Pokalfinale dem aus Harstad stammenden Medkila Idrettslag mit 1:2.

### Nationalmannschaft
Ihr Debüt als Nationalspielerin für den NFF gab sie für die U16-Nationalmannschaft, die am 6. Juni 1991 in Oslo das in Freundschaft ausgetragene Länderspiel gegen die U16-Nationalmannschaft Israels mit 2:0 gewann. Das zweite Kräftemessen mit dieser Mannschaft endete tags darauf in Skedsmo mit 1:1 unentschieden. Mit diesem Ergebnis beendete sie am 9. Juni 1991 gegen die U16-Nationalmannschaft Dänemarks in Ås auch ihr Dasein in der Nachwuchsnationalmannschaft dieser Altersklasse.
Ihr Debüt in der A-Nationalmannschaft ergab sich neun Jahre später. Ihre Mannschaft folgte der Einladung anlässlich des 100. Geburtstages des Deutschen Fußball-Bundes, wie auch die US-amerikanische Nationalmannschaft und die Nationalmannschaft Chinas. Jensen wurde im ersten Spiel gegen die US-amerikanische Nationalmannschaft am 16. Juli 2000 in Osnabrück nicht eingesetzt, sondern erst drei Tage später gegen die Nationalmannschaft Deutschlands beim 4:1-Sieg in Celle; sie erzielte mit dem Treffer zum Endstand in der 90. Minute sogleich ihr erstes A-Länderspieltor. In ihrem zweiten A-Länderspiel am 22. Juli 2000 in Celle war sie mit ihrer Mannschaft der Nationalmannschaft Chinas mit 0:1 unterlegen.
Am 27. und 30. Juli 2000 wurde sie in Tromsø und Oslo in zwei in Freundschaft ausgetragenen Begegnungen mit der US-amerikanischen Nationalmannschaft berücksichtigt und erlebte ein 1:1-Unentschieden und den 2:1-Sieg. Mit ihrer Mannschaft nahm sie am olympischen Fußballturnier teil; sie wurde im ersten Spiel der Gruppe F bei der 0:2-Niederlage gegen die US-amerikanische Nationalmannschaft am 14. September 2000 in Melbourne eingesetzt, wie auch am 24. September im Halbfinale, das gegen die Nationalmannschaft Deutschlands mit 1:0 in Sydney gewonnen wurde. In dieser Stadt wurde sie vier Tage später mit dem 3:2-Sieg per Golden Goal (durch Dagny Mellgren in der 102. Minute) über die US-amerikanische Nationalmannschaft Olympiasieger.
Im Spieljahr 2001 bestritt sie zehn Länderspiele, beginnend mit dem torlosen Freundschaftsspiel gegen die Nationalmannschaft Frankreichs am 17. Februar in Bonneuil-sur-Marne. Zwei weitere Freundschaftsspiele am 13. Mai und am 19. Juni hingegen wurden gegen die Nationalmannschaften Schwedens und Kanadas in Sandnes und Hønefoss mit 3:1 und 9:1 gewonnen; im zweiten erzielte sie den Treffer zum 8:0 in der 72. Minute. Zuvor bestritt sie vier Spiele im Turnier um den Algarve-Cup, dass mit/auf Platz 5 (4:3 vs. USA am 17. März in Quarteira) beendet wurde. Im Juli nahm sie mit ihrer Mannschaft an der Europameisterschaft in Deutschland teil, gegen deren Nationalmannschaft sie am 4. Juli in Ulm mit 0:1 im Halbfinale aus dem Turnier ausschied, nachdem sie drei Tage zuvor im dritten Spiel der Gruppe B, bei der 0:1-Niederlage gegen die Nationalmannschaft Dänemarks in Aalen, zum Zuge gekommen war. Ihr letztes Länderspiel hatte sie am 8. September in Lillestrøm mit dem ersten Spiel der WM-Qualifikationsgruppe 1 beim 4:0-Sieg über die Nationalmannschaft der Ukraine.

## Erfolge
Nationalmannschaft
- Olympische Goldmedaille 2000
- Halbfinalistin Europameisterschaft 2001

Kolbotn IL
- Norwegische Meisterin: 2002
- Norwegische Pokal-Finalistin: 2003